# Mercedes-Benz W 22

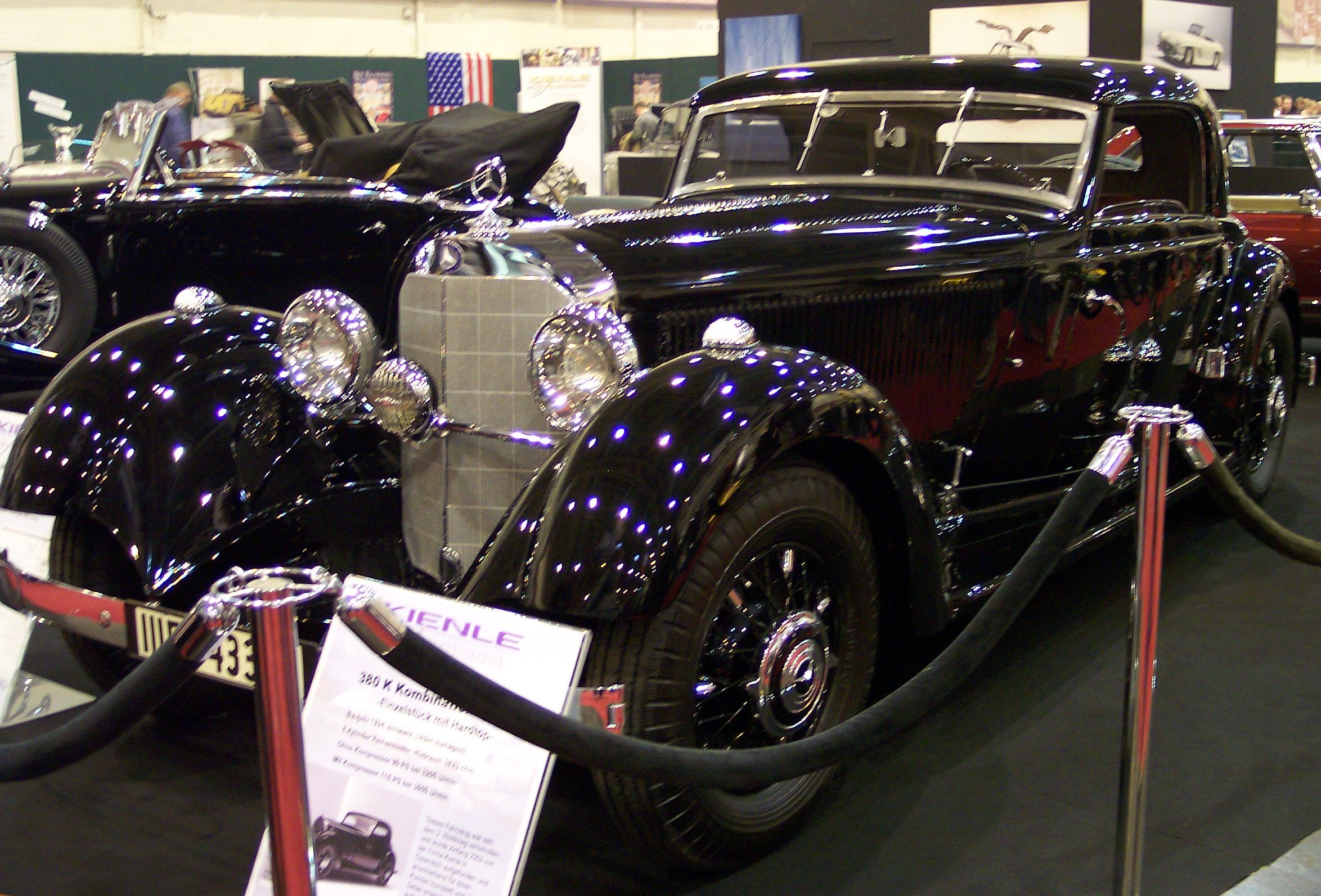
Mercedes-Benz 380 K (1934), Modell mit angebautem Kompressor

Der Mercedes-Benz Typ 380 ersetzte 1933 die Typen 380 S und Mannheim 380 S. Der neue Wagen erhielt die interne Baumusterbezeichnung W 22. Insgesamt wurden bis 1934 154 Stück gebaut.
Das Fahrzeug hat einen Kastenprofil-Pressstahl-Niederrahmen mit 3140 mm Radstand und ist damit insgesamt etwas kleiner als die Mannheim-Typen. Alle Räder sind einzeln aufgehängt und schraubengefedert. Die Vorderradaufhängung mit zwei ungleich langen Querlenkern war damals neuartig.
Hinten ist eine Pendelachse mit zwei Ausgleichsfedern eingebaut. Die Trommelbremsen an allen Rädern werden hydraulisch mit Saugluftunterstützung betätigt. Das Modell war als rollendes Fahrgestell, zweitüriger Tourenwagen, Cabriolet in drei Ausführungen (A, B und C), Sport-Roadster und als viertürige Limousine lieferbar.
Der Achtzylinder-Reihenmotor wurde im Prinzip von den Vorgängern übernommen, hatte allerdings nun hängende Ventile. Über ein Dreiganggetriebe, dessen dritter Gang als Schnellgang ausgelegt war, und eine Gelenkwelle wurde die Hinterachse angetrieben. Es gab vier verschiedene Leistungsstufen:

## Daimler-Benz M 22 mit oder ohne Kompressor
Der Hubraum beträgt 3823 cm³, die Leistung 90 PS (66 kW) ohne Kompressor. Wahlweise war ein angebauter Kompressor verfügbar, der die Leistung auf 120 PS (88 kW) erhöht. Die Höchstgeschwindigkeit beträgt 120 km/h ohne Kompressor und 130 km/h mit Kompressor.

### Datenblatt Typ 380 / Typ 380 K
|                                              | Mercedes-Benz Typ 380 | Mercedes-Benz Typ 380 K (angebauter Kompressor) |
| -------------------------------------------- | --------------------- | ----------------------------------------------- |
| Motor                                        | Ottomotor (Viertakt)  | Ottomotor (Viertakt) mit angebautem Kompressor  |
| Motorbauart                                  | Reihenmotor           | Reihenmotor                                     |
| Hubraum                                      | 3823 cm³              | 3823 cm³                                        |
| Zylinder                                     | 8                     | 8                                               |
| Verdichtungsverhältnis                       | 6,0 : 1               | 5,54 : 1                                        |
| Leistung                                     | 66 kW (90 PS)         | 88 kW (120 PS) mit zugeschaltetem Kompressor    |
| Getriebe (serienmäßig)                       | 3-Gang-Schaltgetriebe | 3-Gang-Schaltgetriebe                           |
| Antrieb                                      | Hinterradantrieb      | Hinterradantrieb                                |
| Höchstgeschwindigkeit, km/h                  | 120                   | 130                                             |
| Kraftstoffverbrauch (kombiniert in l/100 km) | 23                    | 23                                              |

## Daimler-Benz M 22 K mit integriertem Kompressor
Der gleiche Motor war auch mit integriertem Kompressor lieferbar und entwickelt dann 140 PS (103 kW), was zu einer Höchstgeschwindigkeit von 135 bis 145 km/h (je nach Hinterachsübersetzung) führt.

### Datenblatt Typ 380 K (M 22 K)
|                                              | Mercedes-Benz Typ 380 K (mit integriertem Kompressor)             |
| -------------------------------------------- | ----------------------------------------------------------------- |
| Motor                                        | Ottomotor (Viertakt) mit integriertem Kompressor                  |
| Motorbauart                                  | Reihenmotor                                                       |
| Hubraum                                      | 3823 cm³                                                          |
| Zylinder                                     | 8                                                                 |
| Verdichtungsverhältnis                       | 5,54 : 1                                                          |
| Leistung                                     | 66 kW (90 PS), bzw. 103 kW (140 PS) mit zugeschaltetem Kompressor |
| Getriebe (serienmäßig)                       | 3-Gang-Schaltgetriebe                                             |
| Antrieb                                      | Hinterradantrieb                                                  |
| Höchstgeschwindigkeit, km/h                  | 135–145 (je nach Hinterachsübersetzung)                           |
| Kraftstoffverbrauch (kombiniert in l/100 km) | 23                                                                |

## Daimler-Benz M 22 I mit integriertem Kompressor

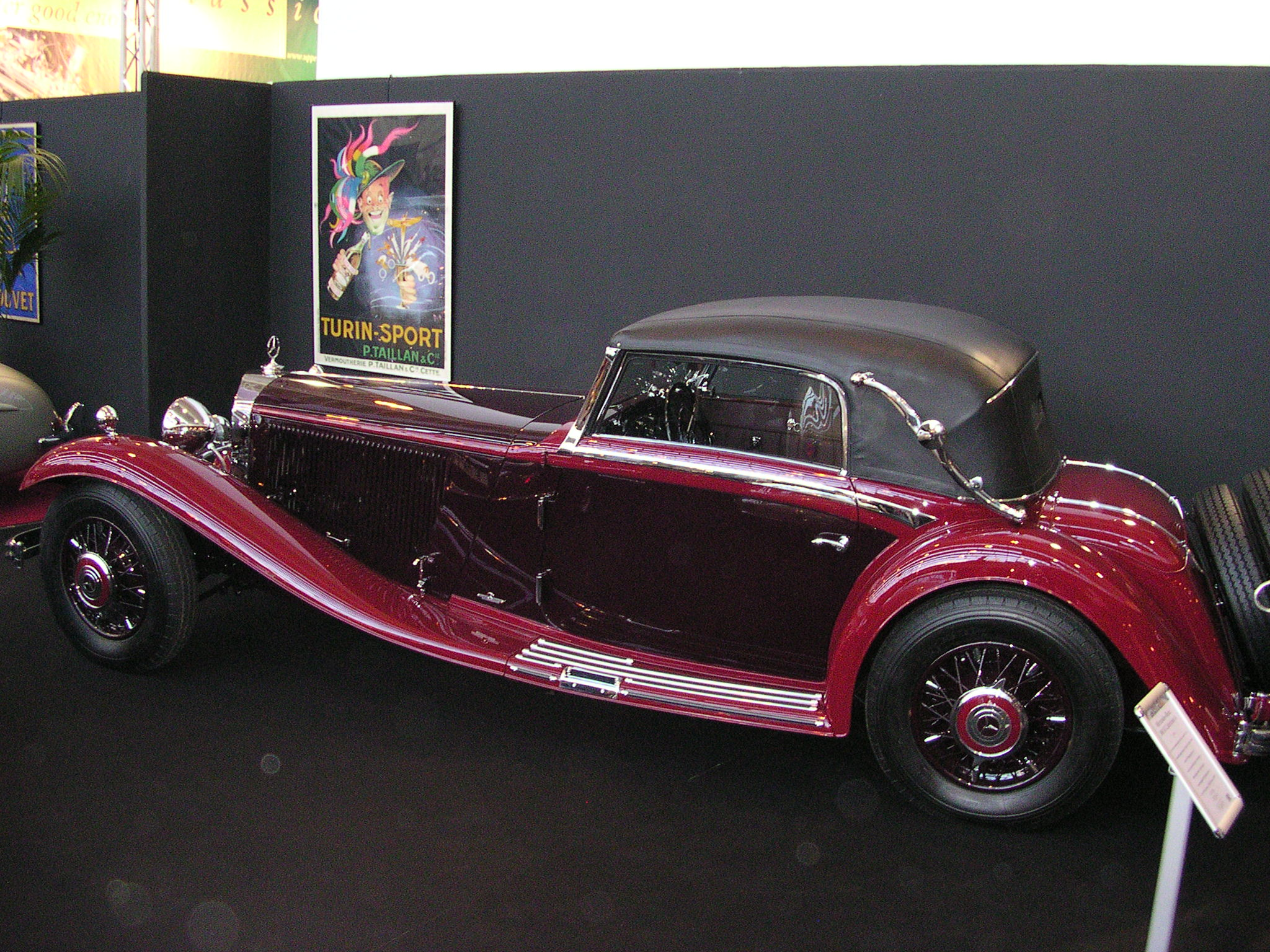
Mercedes-Benz 380 K Cabriolet A (M 22 I) (1934)

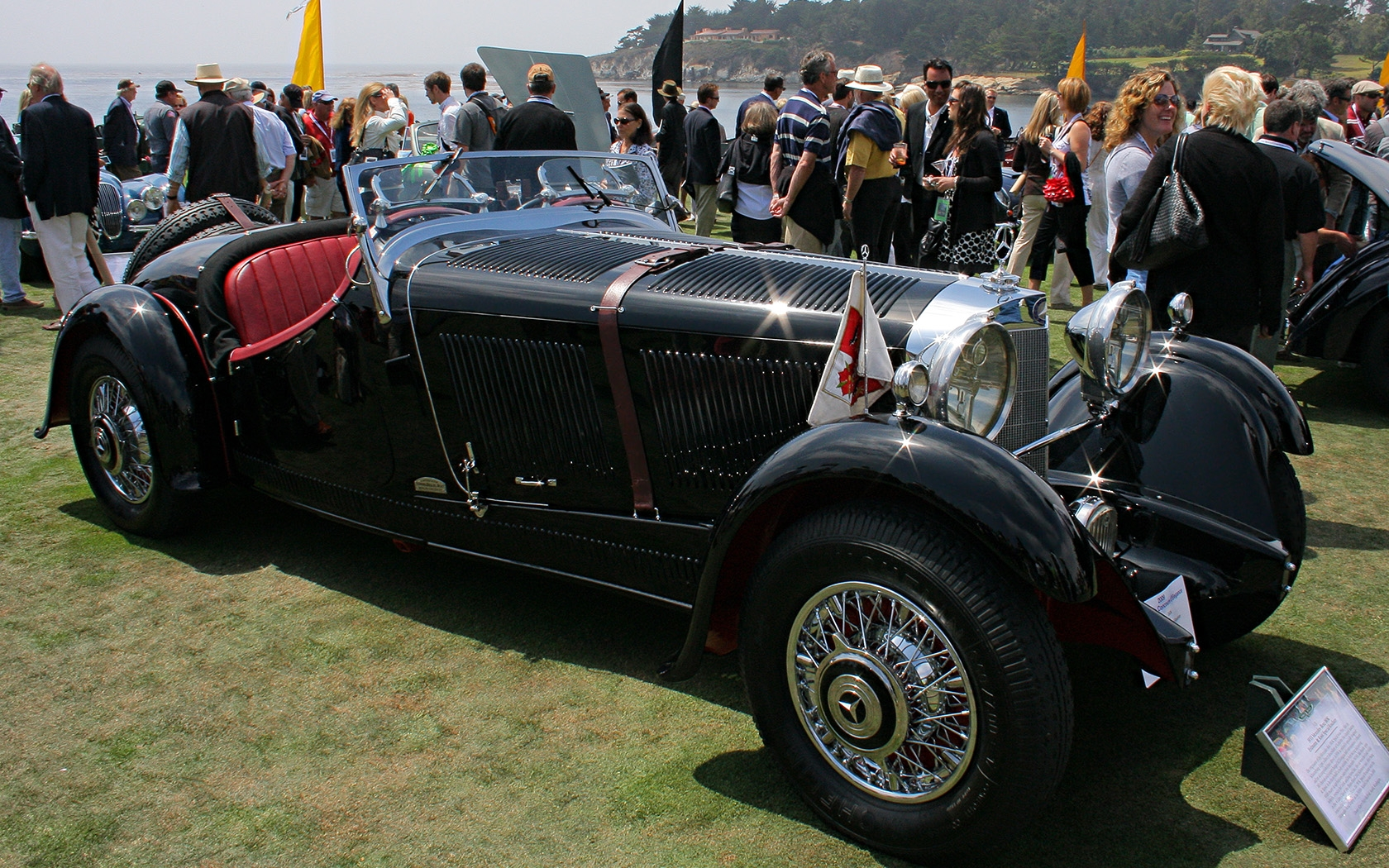
Mercedes-Benz Typ 380 K Sport-Roadster mit Karosserie von Erdmann & Rossi (1933)

Der aufgebohrte Motor hat einen Hubraum von 4019 cm³ und leistet 144 PS (106 kW). Die Fahrleistungen entsprechen der vorgenannten Ausführung.
1934 wurden diese Fahrzeuge durch den weiterentwickelten Typ 500 K ersetzt.

### Datenblatt Typ 380 K (M 22 I)
|                                              | Mercedes-Benz Typ 380 K (mit integriertem Kompressor)             |
| -------------------------------------------- | ----------------------------------------------------------------- |
| Motor                                        | Ottomotor (Viertakt) mit integriertem Kompressor                  |
| Motorbauart                                  | Reihenmotor                                                       |
| Hubraum                                      | 4019 cm³                                                          |
| Zylinder                                     | 8                                                                 |
| Verdichtungsverhältnis                       | 5,54 : 1                                                          |
| Leistung                                     | 66 kW (90 PS), bzw. 106 kW (144 PS) mit zugeschaltetem Kompressor |
| Getriebe (serienmäßig)                       | 3-Gang-Schaltgetriebe                                             |
| Antrieb                                      | Hinterradantrieb                                                  |
| Höchstgeschwindigkeit, km/h                  | 135–145 (je nach Hinterachsübersetzung)                           |
| Kraftstoffverbrauch (kombiniert in l/100 km) | 23                                                                |